# Christian Vaupell
Christian Theodor Vaupell (født 14. oktober 1821 i Kolding, død 15. september 1862 i København) var en dansk botaniker.

## Tidlige år
Han var søn af oberstløjtnant Joh. Ludv. Vilh. Vaupell (f. 10. april 1783, d. 11. april 1856) og Margrethe Dorothea f. Karberg (f. 22. februar 1788, d. 16. november 1860). Farfaderen, Jonas Vaupell, var født i Hessen og kom 1780 til Slesvig by; han var gift med en fransk emigrantinde.
Sin skoleundervisning fik Christian Vaupell i Kolding lærde skole, men fandt samtidig tid til at færdes meget i byens smukke omegn, hvor sansen for naturiagttagelse tidlig blev vakt hos ham, og han fik lejlighed til at berige floraen ved forskellige heldige fund. Han blev student i 1841 og valgte, da han ikke turde betro sin fremtid til botanikken, teologien til studium og dyrkede den med megen iver, dog mere ved læsning af fremragende, navnlig tyske teologiske forfattere end ved at følge universitetsforelæsningerne, men fik dog første karakter. Han mindedes fra den tid navnlig med taknemmelighed den betydning, som Martensens forelæsninger havde for de studerende. Han lagde dog ikke helt botanikken på hylden, skrev også som student en lille opsats om vore skovtræer til Schouws ugeskrift, og så snart han var blevet cand.theol. i 1847, kastede han sig atter over botanikken og andre naturvidenskaber, af hvilke navnlig geologien fængslede ham.

## Deltager i Treårskrigen
Sommeren 1847 holdt han et botanisk kursus på det landøkonomiske institut på Haraldslund, og den følgende vinter begyndte han at studere kemi. Men så kom martsdagene 1848. Vaupell meldte sig som frivillig i krigen, afgik 19. april til armeen som fører for 52 frivillige, men blev allerede 23. april hårdt såret i Slaget ved Slesvig; på grund af forholdene varede det længe, inden han blev taget under lægebehandling; det venstre overarmsben var knust og armen måtte bortopereres. I Begyndelsen af august opdagedes kuglen i ryggen og blev skåret ud, og derpå blev han sendt hjem som krigsudygtig. Af livet på lasarettet i Slesvig, hvor han modtog Dannebrogordenens Hæderstegn, har han givet en livlig og interessant skildring i Vort Forsvar 14. årgang.

## Tidlige værker
Allerede inden udgangen af 1848 læste han i Naturhistorisk Forening over "flere Forhold i vore Tørvemoser". I de nærmest følgende år beskæftigede han sig om sommeren mest med moseundersøgelser, om vinteren med undersøgelser over stængelens anatomi, og han var en meget flittig foredragsholder ved Naturhistorisk Forenings møder. Disse studier satte blandt andet frugt i det betydelige skrift De nordsjællandske Skovmoser. En botanisk-mikroskopisk Undersøgelse af de Plantedele, som danner Tørven, og af de Levninger af Fortidens Skove, der er bevarede i nogle nordsjællandske Skovmoser (København 1851. med 2 tavler), i hvilket han navnlig behandler de i moserne opbevarede levninger af træer og mosser. I flere af sine resultater afveg han fra Steenstrup. Dette var hans første betydelige publikation over danske skovtræer, men hele det følgende årti var træernes naturhistorie og historie genstand for hans studium hjemme og på rejser i udlandet, og jævnlig gav han meddelelser over herhen hørende emner i tale og skrift. Af rent anatomiske arbejder kan nævnes: Om Karbundternes periferiske Vækst i de dikotyledone Planters Mellemstokke fra 1854.

## Udlandsrejse
I 1855 tiltrådte han med offentlig understøttelse en rejse til udlandet. Først besøgte han Hannover og Holland, særlig af hensyn til de der stedfindende kulturarbejder. Vinteren tilbragte han for sit helbreds skyld i Nizza og var her beskæftiget med biologiske og fænologiske iagttagelser over vegetationen, brød op der fra med foråret, berejste Provence og klitterne sydvest for Bordeaux og kom 1. maj til Paris, hvor han gjorde et længere ophold og stiftede bekendtskab med de fleste botanikere der. I juli deltog han i det franske botaniske selskabs ekskursioner til Auvergne og fik lejlighed til på slutningsmødet at udvikle sin teori om bøgens indvandring i Danmarks skove. Han blev opfordret til at fremsætte sine ideer i et fransk tidsskrift, og som forberedelse hertil fremkom hans lille skrift Bøgens Indvandring i de danske Skove i 1857, der siden udkom på fransk, hvor det vakte en ikke ringe opsigt.

## De danske Skove
Efter sin hjemkomst i efteråret 1856 fortsatte han ved rejser og studier ufortrødent sine undersøgelser over vore skovtræer. Han havde en udmærket evne til at vække interesse for sine undersøgelser hos skovadministratorer og ejendomsbesiddere og opnåede derved at få oplysninger om mange forhold, som ellers kunne være vanskelig tilgængelige for ham. Endelig havde han fået sit store materiale så vidt samlet og bearbejdet, at han kunne påbegynde trykningen af sit værk De danske Skove, men han nåede ikke at se det udkomme (det blev udgivet 1863, året efter hans død, ved hans ven G. Ploug). Denne bog var et forsøg på gennem en forklaring af skovens udviklingshistorie at give en forståelse af dens nuværende sammensætning og udseende, og hele denne udviklingsrække var bygget såvel på et naturvidenskabeligt som på et historisk grundlag. Denne sammenarbejdning af naturvidenskabelige og historiske synspunkter bidrog til at gøre læsningen af den interessevækkende, og for den videnskabelige begrundelse af skovbrugslæren har den været af stor og vidtrækkende betydning, i det det her på grundlag af et stort materiale blev påvist af hvilken indgribende betydning, skovtræernes forhold over for lyset er for deres gensidige påvirkning og derved for deres trivsel. Dette synes han at have fået blik for upåvirket af den tyske forstmand G. Heyer, der også beskæftigede sig med disse spørgsmål, og hvis første publikation herover falder forud for Vaupells.
Vaupell var den første, der drev anatomiske og histologiske undersøgelser i Danmark og publicerede afhandlinger på dette område; en af disse – over dicotyledone mellemstokkes bygning – havde været indsendt som doktordisputats, men blev af Liebmann tilbagesendt som uantagelig, formodentlig fordi der ikke var nogen, der kunde bedømme den; senere lod Vaupell den trykke både på dansk og tysk. Også andre af hans histologiske undersøgelser blev i udlandet anerkendte som pålidelige og dygtige arbejder. Med algernes befrugtningsforhold beskæftigede han sig gennem flere år, og på en afhandling herom (Iagttagelser over Befrugtningen hos en Art af Slægten Oedogonimm; København 1859, med 1 tavle) nåede han at blive doktor i 1859. Vekselvirkningen mellem plantelivet og kulturlivet interesserede ham meget, og vidnesbyrd herom foreligger i flere, til dels populære afhandlinger.

## Planterigets Naturhistorie
Af stor betydning i samtiden var hans Planterigets Naturhistorie, en skolebog der udkom 1854 og blev genoptrykt i flere oplag. Det var noget helt nyt, der her blev budt undervisningen, i det der indrømmedes de biologiske og fysiologiske forhold en meget fremtrædende plads. Men at det faldt i hans lod at skrive en god skolebog, falder også godt i tråd med hans livsførelse, thi spørger man, hvad Vaupell var, lyder svaret: han var timelærer og blev ikke andet. Så længe, Liebmann levede, synes der ikke at have været udsigt for ham til offentlig ansættelse, men selv efter Liebmanns død, der indtraf omtrent samtidig med Vaupells hjemkomst fra hans større udenlandsrejse, blev han fuldstændig forbigået ved besættelsen af de forskellige bestillinger, denne havde haft, og hvad der mest nagede ham var, at det endog tilfaldt en anden at læse over forstbotanik.

## Støtte fra Landhusholdningsselskabet
Fra det kongelige Landhusholdningsselskabs side mødte han dog megen imødekommenhed: efter dettes foranstaltning holdt han forelæsninger over plantelæren i dens anvendelse på kulturplanternes dyrkning og foretog med dets understøttelse rejser i landet 1859-61 for at undersøge vegetations- og andre Forhold, vedkommende forst- og havekultur. Han nød flere ihærdige talsmænds, og måske navnlig Kriegers, støtte takket være hvilken han fik adgang til forskellige gode subventioner. Hans økonomiske stilling var heller ikke ringe, men det havde han vel i alt fald til dels opnået ved en for hans helbred skadelig forceret undervisningsvirksomhed. Efter at have erhvervet doktorgraden holdt han forelæsninger ved universitetet.

## Tidsskrift for populære Fremstillinger af Naturvidenskaben
Sammen med Christian Frederik Lütken og Carl Johan Fogh oprettede han i 1854 det senere i mange år så bekendte Tidsskrift for populære Fremstillinger af Naturvidenskaben. Vaupell udtalte om sig selv, at han hørte til dem, "som ved at botanisere i Fædrelandet ere førte til at studere Botanikken" i modsætning til dem, "som ad Videnskabens Vej ere førte til Botanikken". Men denne udviklingsgang var i alt fald ikke været til skade for en mand med Vaupells åndelige evner. Han formåede nemlig derved at indsuge en levende kærlighed til den danske natur og på den anden side var han så særlig anlagt på videnskabelig forskning, at denne side af hans arbejders natur også kom til sin fulde ret. Mærkeligt er det, hvorledes han med sin ene arm kunne klare de for de mikroskopiske undersøgelser nødvendige manipulationer. Hans store arbejdsenergi var så meget mere beundringsværdig, som hans bryst var blevet angrebet som følge af hans deltagelse i krigen. Han bevarede dog håbet om helbredelse til det sidste og talte endnu kort før sin død om de arbejder, han havde for, når han ved et vinterophold på Madeira havde styrket sit helbred.

## Død og begravelse
Han døde ugift den 5. september 1862. Han er begravet på Garnisons Kirkegård. Han er portrætteret på tegning af Axel Thiess af frivillige fra 1848. Litografi 1864 fra I.W. Tegner & Kittendorff efter daguerreotypi. Xylografi af H.P. Hansen.

## Forfatterskab
- De nordsjællandske skovmoser (1851)
- Untersuchungen über das peripherische Wachsthum der Gefäßbündel der pheripherische Wachstum (Leipzig 1855)
- Iagttagelser over befrugtningen hos en art af slægten Oedogonium (1859)
- De danske skove (1863)
- Forgreningsforhold hos Fanerogamerne, betragtede med særligt Hensyn til Kløvning af Vækstpunktet; Kjøbenhavn 1872